# 绿盟科技
绿盟科技（英語：NSFOCUS，深交所：300369），是一家信息安全服务企业，成立于2000年4月，总部位于中国北京市。

## 上市
经中国证监会证监许可[2014]19号文核准，绿盟科技将于创业板公开发行2500万股人民币普通股。